# 久瑞インターチェンジ
久瑞インターチェンジ（クソインターチェンジ 韓国語：구서 나들목）は、大韓民国釜山広域市金井区にある、京釜高速道路と繁栄路が分岐するインターチェンジである。

## 歴史
- 1980年10月7日：開設

## 周辺
- 久瑞駅
- 釜山カトリック大学校

## 接続する道路
- 繁栄路

## 隣
京釜高速道路
（釜山始点 - ）(1) 久瑞IC - (1-1) 永楽IC - 釜山料金所- (2)老圃IC